# Giro d'Itàlia de 1948
El Giro d'Itàlia de 1948 fou la trenta-unena edició del Giro d'Itàlia i es disputà entre el 15 de maig i el 6 de juny de 1948, amb un recorregut de 4.059 km distribuïts en 19 etapes. 77 ciclistes hi van prendre part, acabant-la 41 d'ells. La sortida i arribada es feu a Milà.

## Història
Fiorenzo Magni fou el vencedor d'aquesta edició del Giro d'Itàlia, tot i que amb certa polèmica perquè l'equip Bianchi (en el que corria Coppi), denuncià que havia rebut ajuda dels seus companys d'equip, el Wilier-Triestina, per tal de superar els difícils ports de muntanya de la 17a etapa, a les Dolomites. L'organització va penalitzar Magni amb dos minuts, però el Bianchi ho considerà insuficient i abandonà al complet la cursa. Tot i la sanció Magni arribà a Milà com a líder, amb una diferència de sols 11" sobre Ezio Cecchi, la menor diferència de la història del Giro.

## Equips
En aquesta edició hi van prendre part 11 equips integrats per set ciclistes cadascun.
| Núm   | Codi | Equip              |
| ----- | ---- | ------------------ |
| 1-7   | LEG  | Legnano            |
| 8-14  | LYG  | Lygie              |
| 15-21 | PEU  | Peugeot            |
| 22-28 | WIL  | Wilier             |
| 29-35 | VCI  | Viani Cral Imperia |
| 36-42 | CIM  | Cimatti            |

| Núm   | Codi | Equip     |
| ----- | ---- | --------- |
| 43-49 | ATA  | Atala     |
| 50-56 | ARB  | Arbos     |
| 57-63 | BEN  | Benotto   |
| 64-70 | BIA  | Bianchi   |
| 71-77 | VIS  | Viscontea |

## Etapes
| Etapa | Data       | Recorregut                            | Km  | Vencedor d'etapa         | Líder de la general   |
| ----- | ---------- | ------------------------------------- | --- | ------------------------ | --------------------- |
| 1a    | 15 de maig | Milà – Torí                           | 190 | Giordano Cottur (ITA)    | Giordano Cottur (ITA) |
| 2a    | 16 de maig | Torí - Gènova                         | 226 | Mario Ricci (ITA)        | Giordano Cottur (ITA) |
| 3a    | 17 de maig | Gènova - Parma                        | 243 | Luciano Maggini (ITA)    | Giordano Cottur (ITA) |
| 4a    | 18 de maig | Parma - Viareggio                     | 166 | Luigi Casola (ITA)       | Giordano Cottur (ITA) |
| 5a    | 20 de maig | Viareggio - Siena                     | 165 | Adolfo Leoni (ITA)       | Giordano Cottur (ITA) |
| 6a    | 21 de maig | Siena - Roma                          | 256 | Luigi Casola (ITA)       | Giordano Cottur (ITA) |
| 7a    | 22 de maig | Roma - Pescara                        | 230 | Antonio Bevilacqua (ITA) | Giordano Cottur (ITA) |
| 8a    | 23 de maig | Pescara - Bari                        | 347 | Adolfo Leoni (ITA)       | Giordano Cottur (ITA) |
| 9a    | 25 de maig | Bari - Nàpols                         | 306 | Nedo Logli (ITA)         | Vito Ortelli (ITA)    |
| 10a   | 26 de maig | Nàpols - Fiuggi                       | 184 | Italo de Zan (ITA)       | Vito Ortelli (ITA)    |
| 11a   | 27 de maig | Fiuggi - Perusa                       | 265 | Désiré Keteleer (BEL)    | Vito Ortelli (ITA)    |
| 12a   | 29 de maig | Perusa - Florència                    | 164 | Oreste Conte (ITA)       | Vito Ortelli (ITA)    |
| 13a   | 30 de maig | Florència - Bolonya                   | 194 | Bruno Pasquini (ITA)     | Vito Ortelli (ITA)    |
| 14a   | 31 de maig | Bolonya - Udine                       | 278 | Oreste Conte (ITA)       | Fiorenzo Magni (ITA)  |
| 15a   | 1 de juny  | Udine - Auronzo di Cadore             | 125 | Vincenzo Rossello (ITA)  | Ezio Cecchi (ITA)     |
| 16a   | 3 de juny  | Auronzo di Cadore - Cortina d'Ampezzo | 90  | Fausto Coppi (ITA)       | Ezio Cecchi (ITA)     |
| 17a   | 4 de juny  | Cortina d'Ampezzo - Trento            | 160 | Fausto Coppi (ITA)       | Fiorenzo Magni (ITA)  |
| 18a   | 5 de juny  | Trento - Brescia                      | 239 | Elio Bertocchi (ITA)     | Fiorenzo Magni (ITA)  |
| 19a   | 6 de juny  | Brescia - Milà                        | 231 | Fiorenzo Magni (ITA)     | Fiorenzo Magni (ITA)  |

## Classificacions finals

### Classificació general
| Classificació General                 | Classificació General   | Classificació General | Classificació General |
| Pos.                                  | Ciclista                | Equip                 | Temps                 |
| ------------------------------------- | ----------------------- | --------------------- | --------------------- |
| 1                                     | Fiorenzo Magni (ITA)    | Wilier-Triestina      | 124h 51' 52"          |
| 2                                     | Ezio Cecchi (ITA)       | Cimatti               | + 11"                 |
| 3                                     | Giordano Cottur (ITA)   | Wilier-Triestina      | + 2' 37"              |
| 4                                     | Vito Ortelli (ITA)      | Atala                 | + 2' 37"              |
| 5                                     | Primo Volpi (ITA)       | Arbos                 | + 8' 24"              |
| 6                                     | Angelo Brignole (ITA)   | Arbos                 | + 9' 14"              |
| 7                                     | Giulio Bresci (ITA)     | Wilier-Triestina      | + 9' 17"              |
| 8                                     | Gino Bartali (ITA)      | Legnano               | + 11' 52"             |
| 9                                     | Serafino Biagioni (ITA) | Viani Cral Imperia    | + 15' 05"             |
| 10                                    | Alfredo Martini (ITA)   | Wilier-Triestina      | + 18' 22"             |
| 77 participants, 41 acabaren la cursa |                         |                       |                       |

### Classificació de la muntanya
|   | Ciclista           | Equip   | Punts |
| - | ------------------ | ------- | ----- |
| 1 | Fausto Coppi (ITA) | Bianchi | --    |
| 2 | Ezio Cecchi (ITA)  | Cimatti | --    |
| 3 | Gino Bartali (ITA) | Legnano | --    |